# Patrick Joseph McKinney
Patrick McKinney (Birmingham, 30 de abril de 1954) é um clérigo católico romano inglês e bispo de Nottingham.

## Biografia
Patrick McKinney se preparou para o sacerdócio no Seminário de Santa Maria, em Oscott. Posteriormente, estudou na Pontifícia Universidade Gregoriana, obtendo a Licenciatura em Teologia Sagrada (1984). Em 29 de julho de 1978, ele recebeu o Sacramento da Ordem para a Arquidiocese de Birmingham do Bispo Auxiliar Joseph Francis Cleary, na Igreja de Santa Maria em Buncrana, Condado de Donegal.
Após ser Assistente Paroquial na Paróquia Nossa Senhora de Lourdes, Yardley Wood, de 1978 a 1982, ele ensinou Teologia Fundamental no Seminário de Santa Maria, Oscott, tornando-se seu Reitor de 1989 a 1998; no mesmo período, foi palestrante de eclesiologia. De 1998 a 2001, ele foi Pároco de St John's, Great Haywood, e Vigário Episcopal para a Zona Norte da Arquidiocese de Birmingham.
Em 24 de janeiro de 1990, foi nomeado Prelado de Honra de Sua Santidade; membro do Capítulo Metropolitano de São Chade em 1992, e serviu por um tempo como presidente da Comissão Ecumênica Arquidiocesana de Birmingham. De 2001 a 2006 foi Vigário Episcopal em tempo integral. De 2006 até sua nomeação, foi pároco de Nossa Senhora e Todos os Santos em Stourbridge e vigário forâneo do decanato de Dudley.
O Papa Francisco o nomeou Bispo de Nottingham em 14 de maio de 2015. A consagração episcopal foi lhe doada pelo arcebispo de Westminster, cardeal Vincent Nichols, em 3 de julho do mesmo ano, na Catedral de São Barnabé de Nottingham; os principais co-consagradores foram o Arcebispo de Liverpool Malcolm McMahon OP e o Arcebispo de Birmingham Bernard Longley.
O bispo McKinney foi criticado pela forma como lidou com um caso relatado de abuso sexual. A vítima alega que o bispo foi obstinado em não prosseguir com as suas queixas contra um padre da Diocese de Nottingham, que alegadamente cometeu o acto enquanto visitava uma diocese na Irlanda.
McKinney, juntamente com outros bispos católicos na Inglaterra e no País de Gales, assinou uma carta pedindo a proteção dos trabalhadores e que as empresas se comprometessem a pagar um salário digno. A carta, co-escrita e assinada por McKinney, acreditava que era necessário pagar um salário digno para neutralizar o "dano causado pela pobreza", que ele chamou de "uma fonte de vergonha nacional".
Em 8 de julho de 2020, o Papa Francisco o nomeou membro do Pontifício Conselho para o Diálogo Inter-religioso.